# Бєлгород
Бєлгород, заст. Бі́лгород [ˈbʲiɫɦɔrɔd] (рос. Белгород [ˈbʲelɡərət]) — місто обласного підпорядкування та адміністративний центр Бєлгородської області в Російській Федерації. Розташоване на південній окраїні Середньоруської височини, переважно на правому березі Сіверського Дінця (притоки Дону); за 40 км від російсько-українського кордону, 70 км від Харкова та 695 км на південь від Москви.
Кількість населення міста впродовж деякого часу зростала через приплив жителів із півночі, але згодом, згідно з даними перепису 2021 року, зменшилася до рівня перепису 2002 року, становлячи 339 978 осіб.

## Походження назви міста
Слов'янське поселення на території теперішнього міста існувало ще в часи Київської Русі і лежало на Білій горі. Білі, крейдяні узвишшя — характерна ознака усієї Східної Слобожанщини. У наш час можна часто почути думку, що назва Бєлгорода нібито пов'язана з фортецею з білого каменю, яка там колись була, але це неправда. Місцеві жителі й дотепер любовно звуть своє місто «Білогір'ям». Хоча з самого свого початку Білгород формувався як російський адміністративний центр на прикордонні, його завжди населяли українці з навколишніх українських сіл та України. Нині українці — друга за чисельністю національність міста, хоча їх і набагато менше від росіян.
Український автор «Історії Русів» називає місто Білгородом-Руським, щоб відрізнити його від двох інших Білгородів — княжого Білгорода під Києвом, та Білгорода-Дністровського, тодішнього турецького Аккермана (у перекладі з турецької — «Біла фортеця»).
19 липня 2025 року Глава МЗС України Андрій Сибіга анонсував, що Україна буде повертати назви українського походження іноземним топонімам у національному вжитку, серед яких і місто Бєлгород, замість якої доречна назва — Білгород. Використання назв українського походження — є суверенним національним правом України, яке до того ж відповідає діючому законодавству.

## Історія
Місто засновано у XVI столітті, як фортеця на історичній території Слобідської України. У тогочасній українській літературі назву міста вимовляли як Білгород, пишучи Бѣлгородъ. Посилаючись на літописи в описі міських поселень Російської імперії вказано, що воєводи князі Михайло Ноздреватий та Андрій Волконський на указ царя Федора Йоановича поставили 1593 року городи́ Бєлгород, Оскол, Валуйки та інші, що свідчило про побудову нових і відновлення наявних укріплень у тогочасних населених пунктах. Цілком імовірно, що якась невелика фортеця на місці сучасного Бєлгорода існувала й до 1593 року. Її не раз спалювали під час набігів татаро-монголи і через це на указ царя Федора Івановича її відбудовано заново. З цього часу Білгород став головним містом 800-кілометрової оборонної лінії, яка захищала Московську державу від набігів кримських татар та українських козаків. Під час Смоленської війни підрозділ Якова Острянина знищив острог і випалив передмістя. На початку XVIII століття, після створення Малоросійського приказу, побудовано нову оборонну лінію, але стратегічне значення Бєлгорода значно зменшилося. Незабаром після завоювання Криму в 1785 році місто виключено з числа чинних фортець.
При поділі Російської імперії на вісім губерній місто серед інших 56 18 (29) грудня 1708 року приписано до Київської губернії і стало центром однойменної провінції. З 1 (12) березня 1727 року — адміністративний центр Бєлгородської губернії, до якої входили також міста Орел та Харків. Після ліквідації  губернії 23 травня (3 червня) 1779 року — повітове місто Курської губернії.
| Чѣмъ ближе подъѣзжалъ я къ Белгороду, тѣмъ рѣзче сказывалась разница въ небѣ и солнцѣ, во всей природѣ сѣвера и юга. Здѣсь вы покидаете Великороссію, вступаете, если не въ Малороссію, то въ область съ нею родственную и по природѣ и по населеію.[16] |
У XIX столітті основою промисловості в місті був видобуток крейди, вовномийні та переробка воску. Бєлгородські свічки були відомі по всій країні. До середини XIX століття місто було одним з головних центрів торгівлі салом і напоями, зокремагорілкою. Наприкінці XIX століття в місті було 15 церков і 2 собори, чоловічий і жіночий монастирі, чоловіча класична гімназія, жіноча восьмикласна гімназія, учительські інститут та семінарія, духовне початкове училище, повітове і парафіяльне училища. Заводів було 41, з них: 7 салотопних, 3 миловарних, 7 шкіряних, 2 восково-свічкових, 2 сально-свічкових, 6 цегельних, 4 кахельних, 4 вапняних і 6 гончарних.
Радянську владу в місті встановлено 26 жовтня (8 листопада) 1917 року. З 10 квітня 1918 до 20 грудня 1918 був у складі Української Держави. До Гетьманського перевороту адміністративно належав до Донеччини з центром у місті Слов'янськ. З 24 грудня 1918 до 7 січня 1919 року Бєлгород був містом засідання тимчасового робітничо-селянського уряду України. Взимку 1919 між урядами України і Росії розгорівся конфлікт через невизначеність кордонів і в 1917—1919 роках під час російсько-української війни Бєлгород як залізничний вузол відігравав стратегічне значення.. 7 лютого 1919 років офіційний Харків визнав територію Бєлгородського повіту частиною Курської губернії. 14 травня 1928 року ліквідовано Бєлгородський повіт та Курську губернію. Бєлгород став центром Бєлгородського округу Центрально-Чорноземної області, яку ліквідовано 1934 року. 13 червня 1934 року Бєлгород набув статусу адміністративного центру Бєлгородського району Курської області.

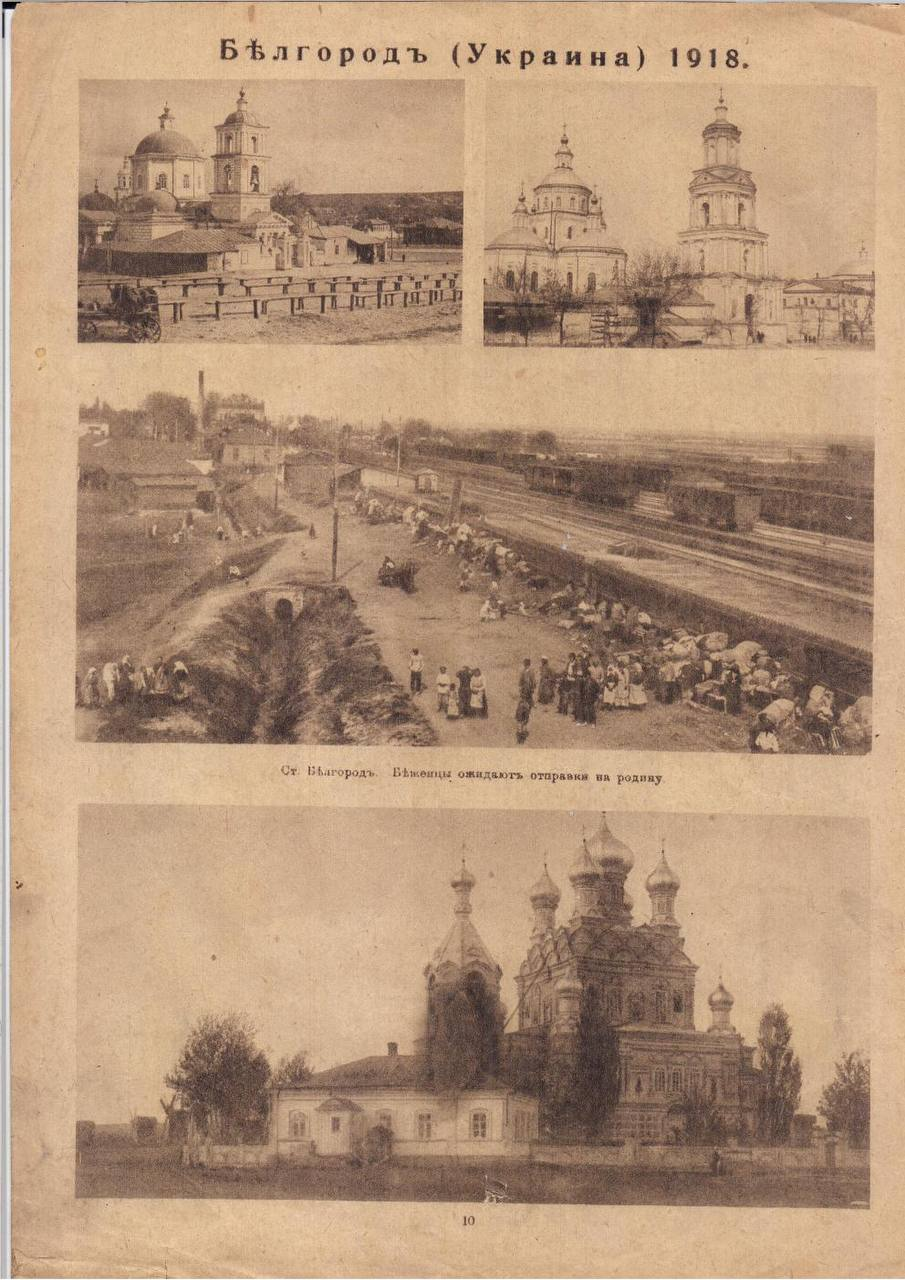
Бєлгород (Україна), 1918 рік

Під час німецько-радянської війни в околицях точилися кровопролитні бої. На честь звільнення Бєлгорода й Орла від нацистів 5 серпня 1943 року дано салют у Москві — з того часу Бєлгород відоме як місто першого салюту, а 5 серпня святкується День міста. 6 січня 1954 року набув статусу адміністративного центру Бєлгородської області.
Розвиток герба міста:

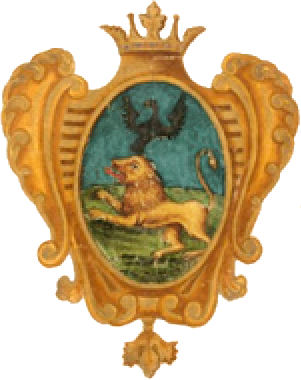
Герб 1730 року
Герб 1893 року
Герб 1970 року
Герб 1994 року

### Російсько-українська війна
1 квітня 2022 року під час російського вторгнення в Україну два українських ударних вертольоти Мі-24 завдали удару по нафтобазі, розміщеній у місті, через що на нафтобазі виникла пожежа.
20 квітня 2024 року над Білгородом під час польоту російського літака Су-34 стався «позаштатний схід авіаційного боєприпасу», через що пошкоджено житлові будівлі, як повідомило Міноборони РФ. Губернатор Білгородської області заявив про двох поранених.

## Адміністративний поділ
Місто поділене на два адміністративних округи:
- Західний — 195 321 особа (2002),
- Східний — 141 709 осіб (2002).

## Населення
Населення сучасного Бєлгорода багатонаціональне, наразі на території міста проживає до 100 національностей. Найбільша частина — росіяни. На другому місці — українці. Населення міста збільшується з кожним роком за рахунок мігрантів з півночі Росії і колишніх радянських республік, також в останні роки відзначений природний приріст населення.
Бєлгородська агломерація складається з селищ: Сєверне, Розумне, Дубове, Стрілецьке, Травневе, Таврове та інших населених пунктів. Населення агломерації становить приблизно 600 тисяч жителів.
| 1801 | 1861   | 1891   | 1939   | 1959   | 1970    | 1979    | 1989    | 2002    | 2006    | 2008    | 2010    | 2013    |
| ---- | ------ | ------ | ------ | ------ | ------- | ------- | ------- | ------- | ------- | ------- | ------- | ------- |
| 3462 | 11 852 | 22 940 | 34 000 | 72 278 | 151 336 | 239 814 | 300 408 | 337 030 | 344 200 | 353 043 | 352 300 | 373 500 |

### Мовний склад
Рідна мова населення за даними перепису 1897 року:
| Мова       | Чисельність, осіб | Частка   |
| ---------- | ----------------- | -------- |
| Російська  | 24 149            | 90,91 %  |
| Українська | 1 391             | 5,24 %   |
| Їдиш       | 421               | 1,58 %   |
| Польська   | 399               | 1,50 %   |
| Німецька   | 104               | 0,39 %   |
| Інші       | 100               | 0,38 %   |
| Разом      | 26 564            | 100,00 % |

## Економіка
Нині одним із пріоритетних напрямків в економіці Бєлгорода є видобуток і експорт крейди. Крейда, яку видобувають на території області, не має аналогів у світі. Окрім цього, на території Бєлгородської області видобувають залізну руду (Курська магнітна аномалія). Теплом та електроенергією забезпечують ТЕЦ, зокрема, Бєлгородська ТЕЦ «Луч».

### Екологічний стан
Бєлгород характеризує концентрація антропогенних об'єктів на обмеженій території, що роблять негативний вплив на компоненти природного середовища. За результатами соціально-гігієнічного моніторингу сумарний показник хімічного забруднення ґрунту у 2012 році в Бєлгороді дорівнював 18,8 при допустимому значенні до 16. У ґрунті виявили залізо, свинець, мідь, цинк.

### Торгівля
На території міста є понад 20 великих торгових комплексів, універмагів, торгових центрів і гіпермаркетів.

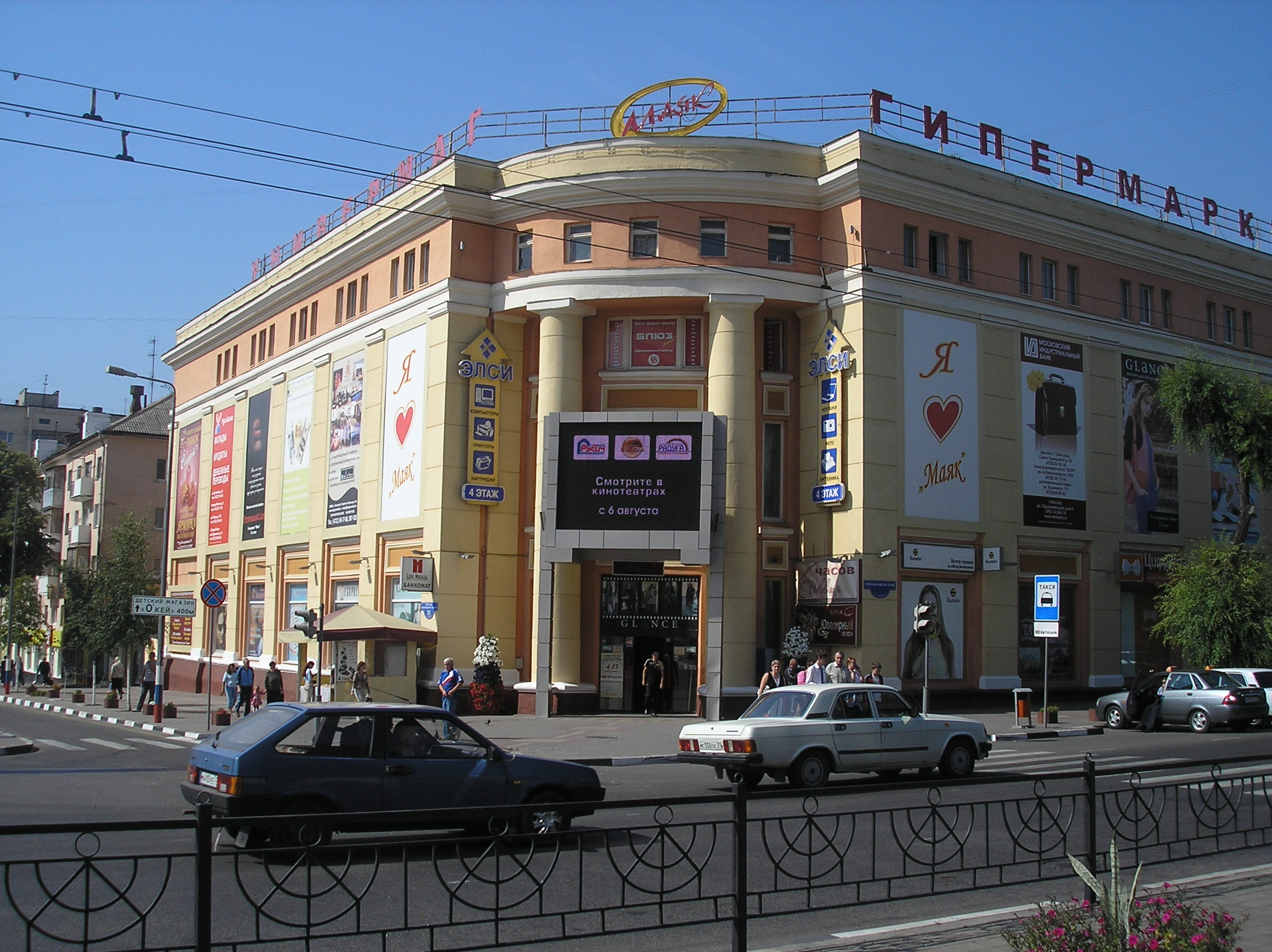
Універмаг «Маяк»
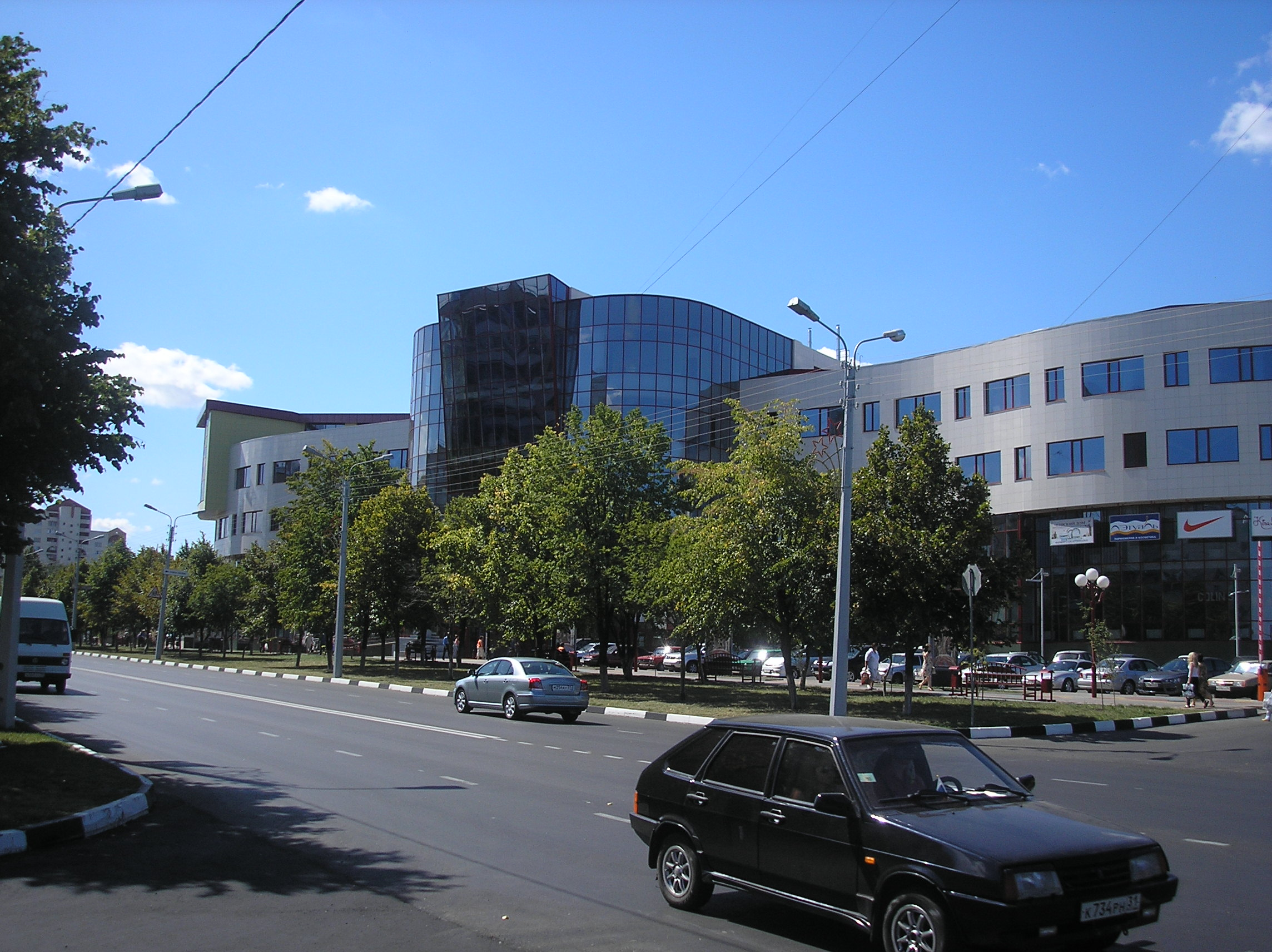
ТЦ «Модний бульвар»
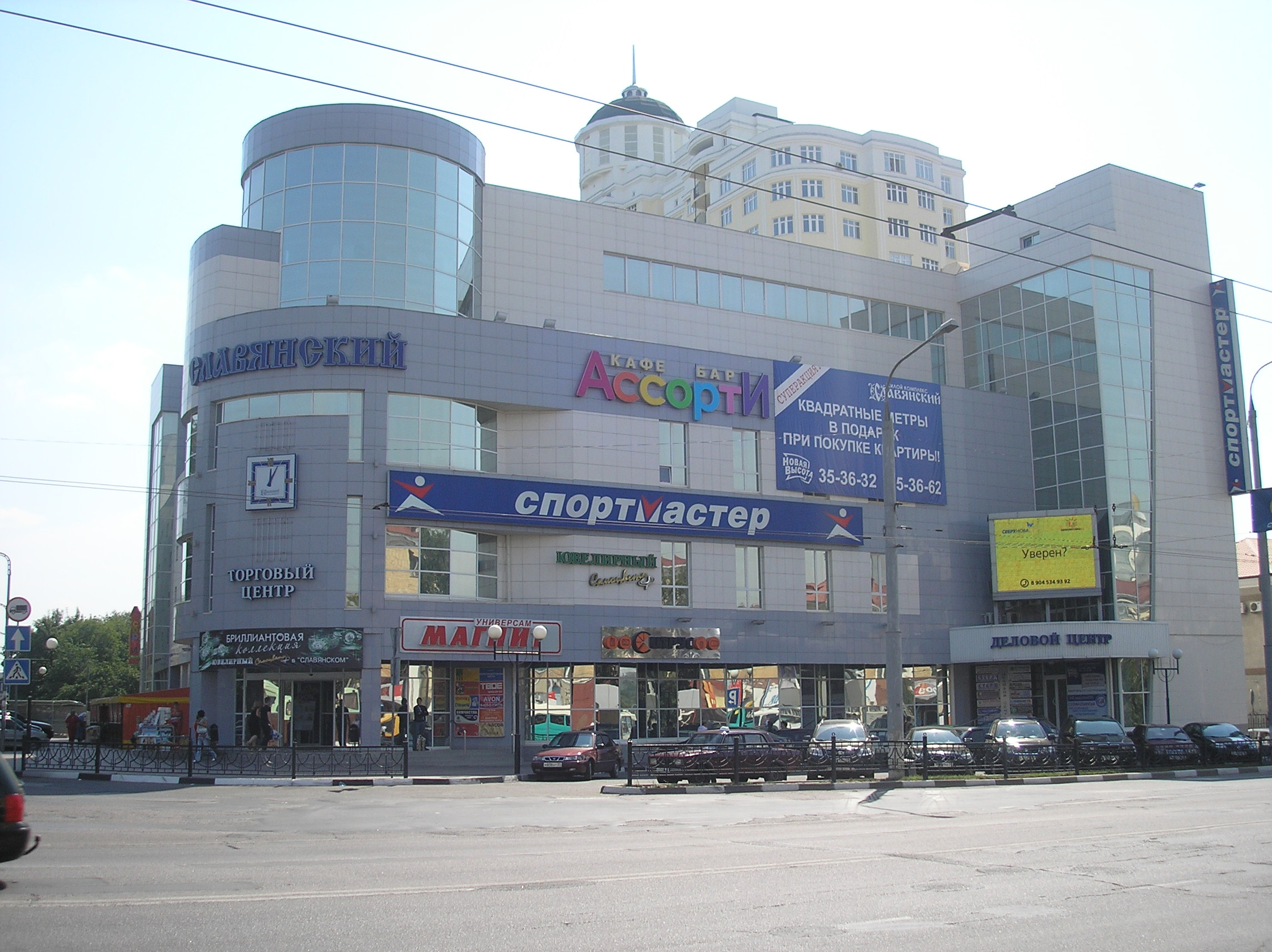
ТЦ «Слов'янський»
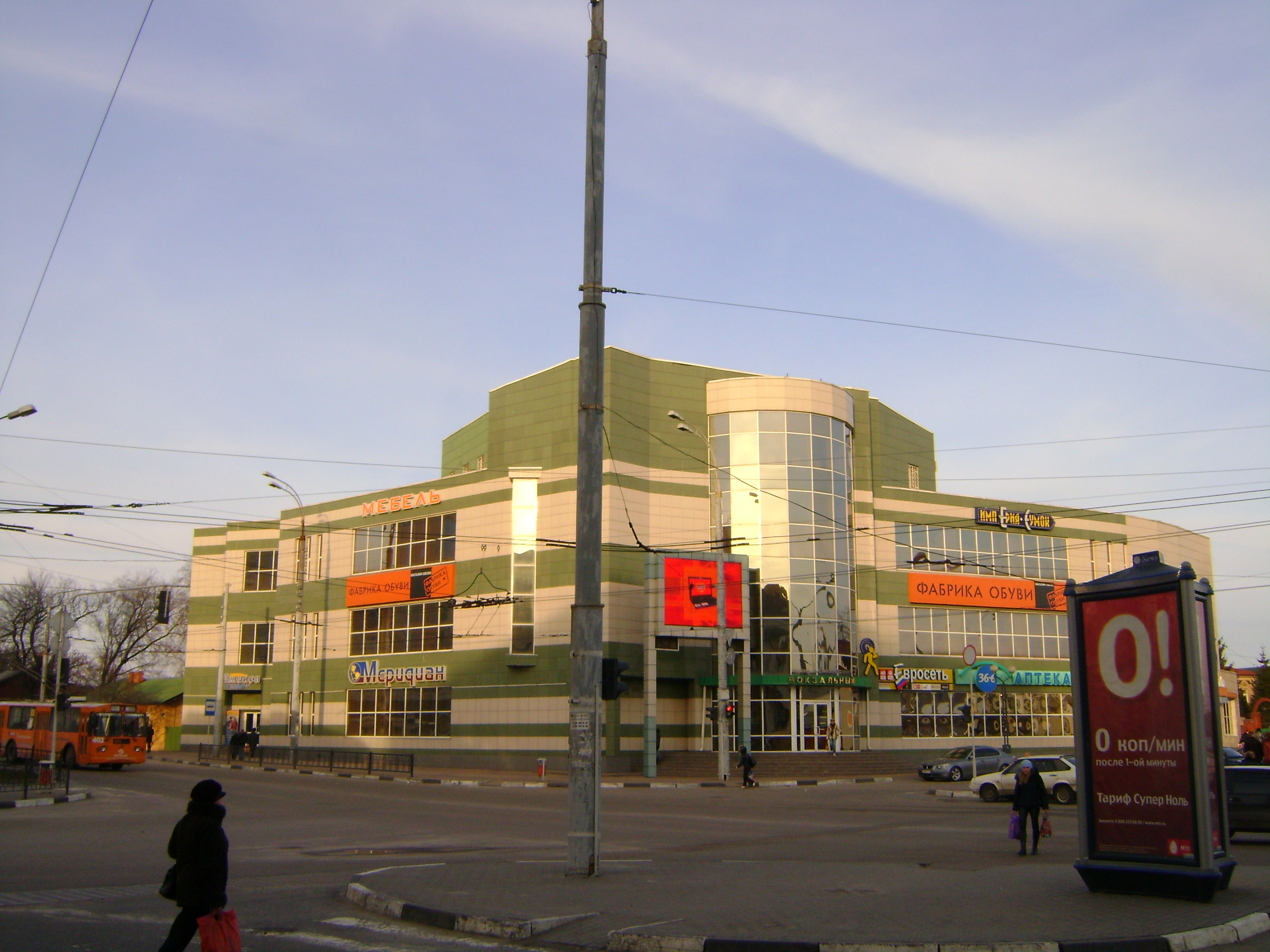
Торговельно-офісний центр «Вокзальний»
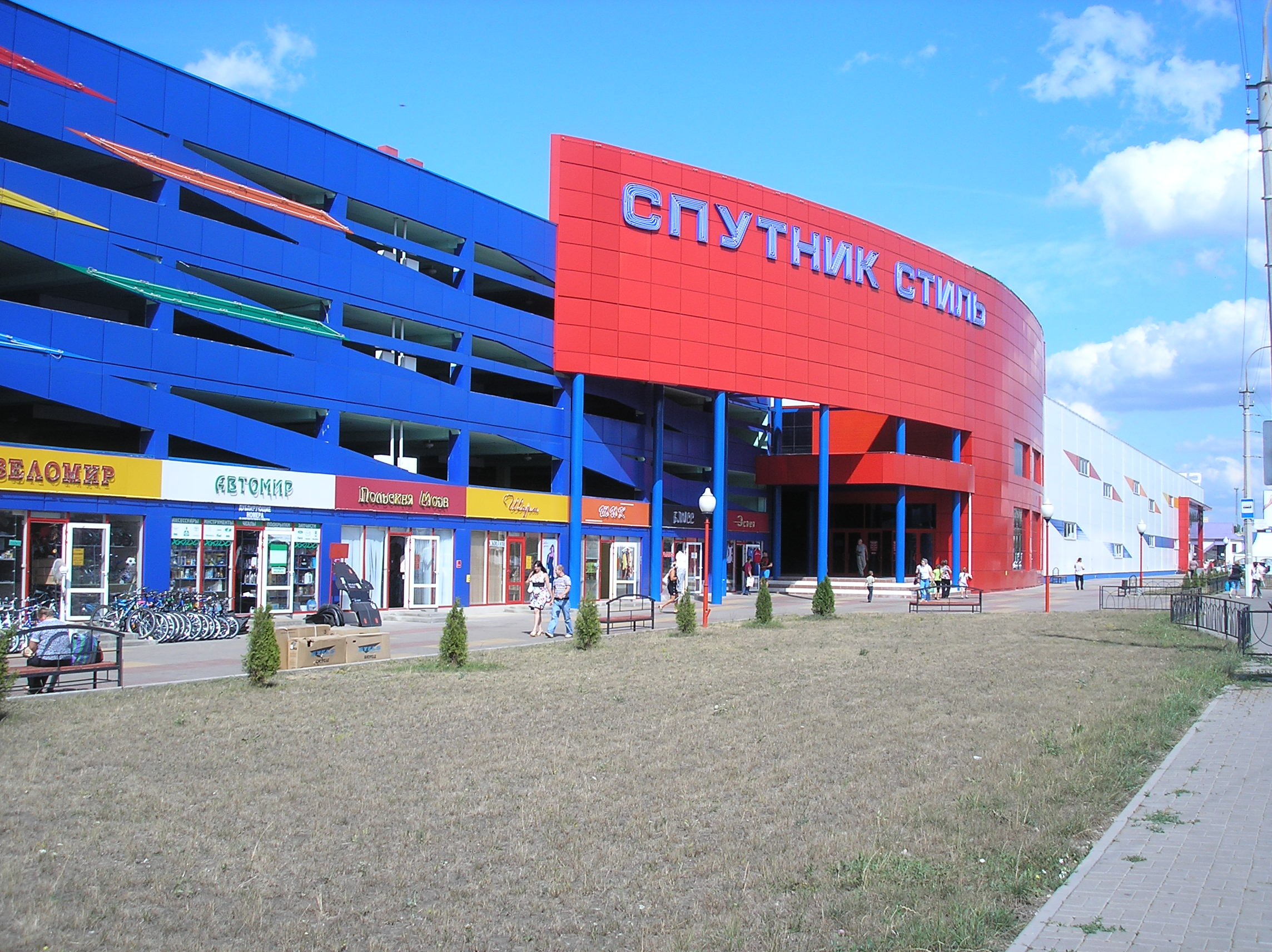
ТЦ «Супутник Стиль»
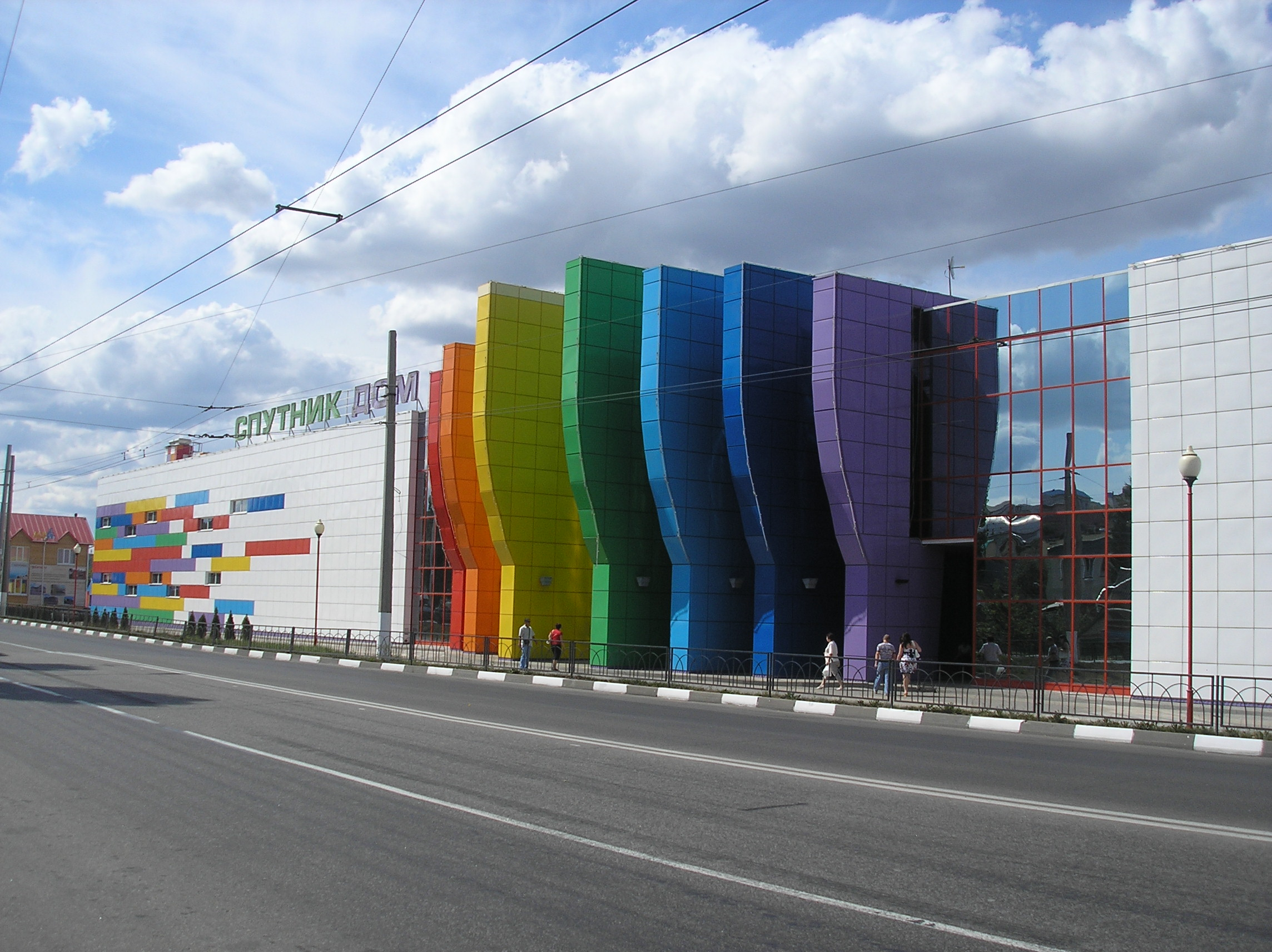
ТЦ «Супутник Дім»
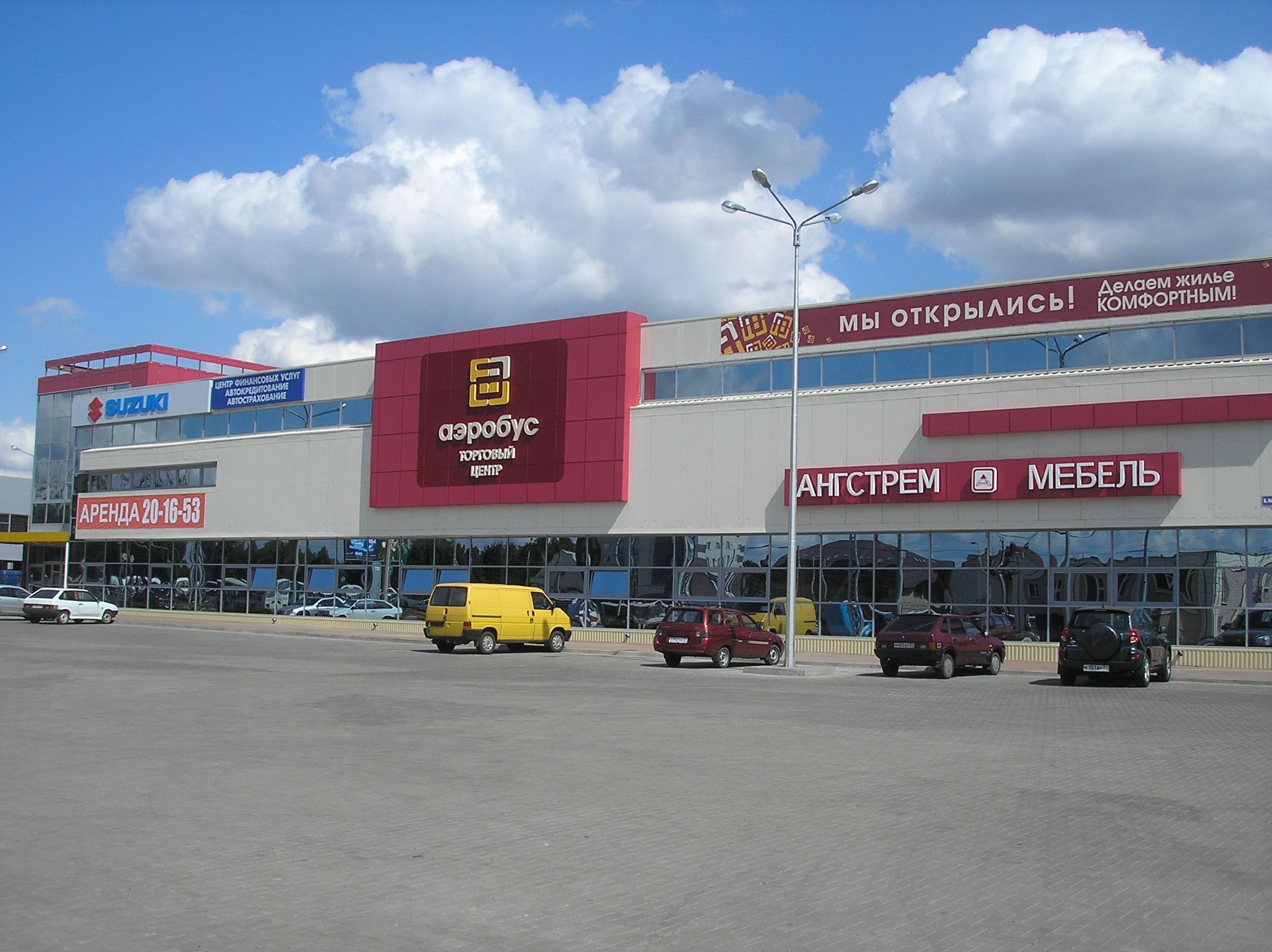
ТЦ «Аеробус»
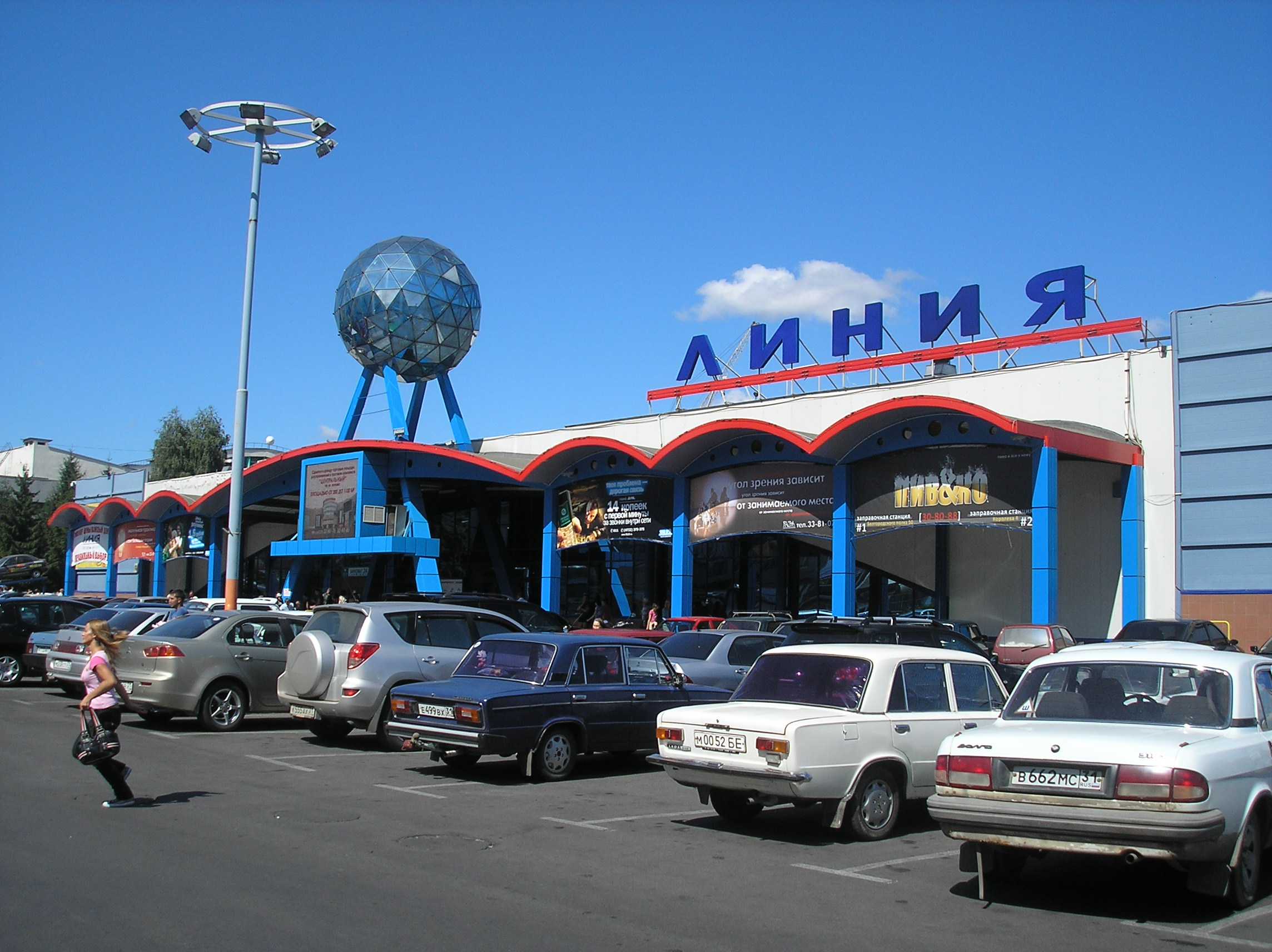
Гіпермаркет «Лінія»

## Культура й освіта
Заклади вищої освіти:

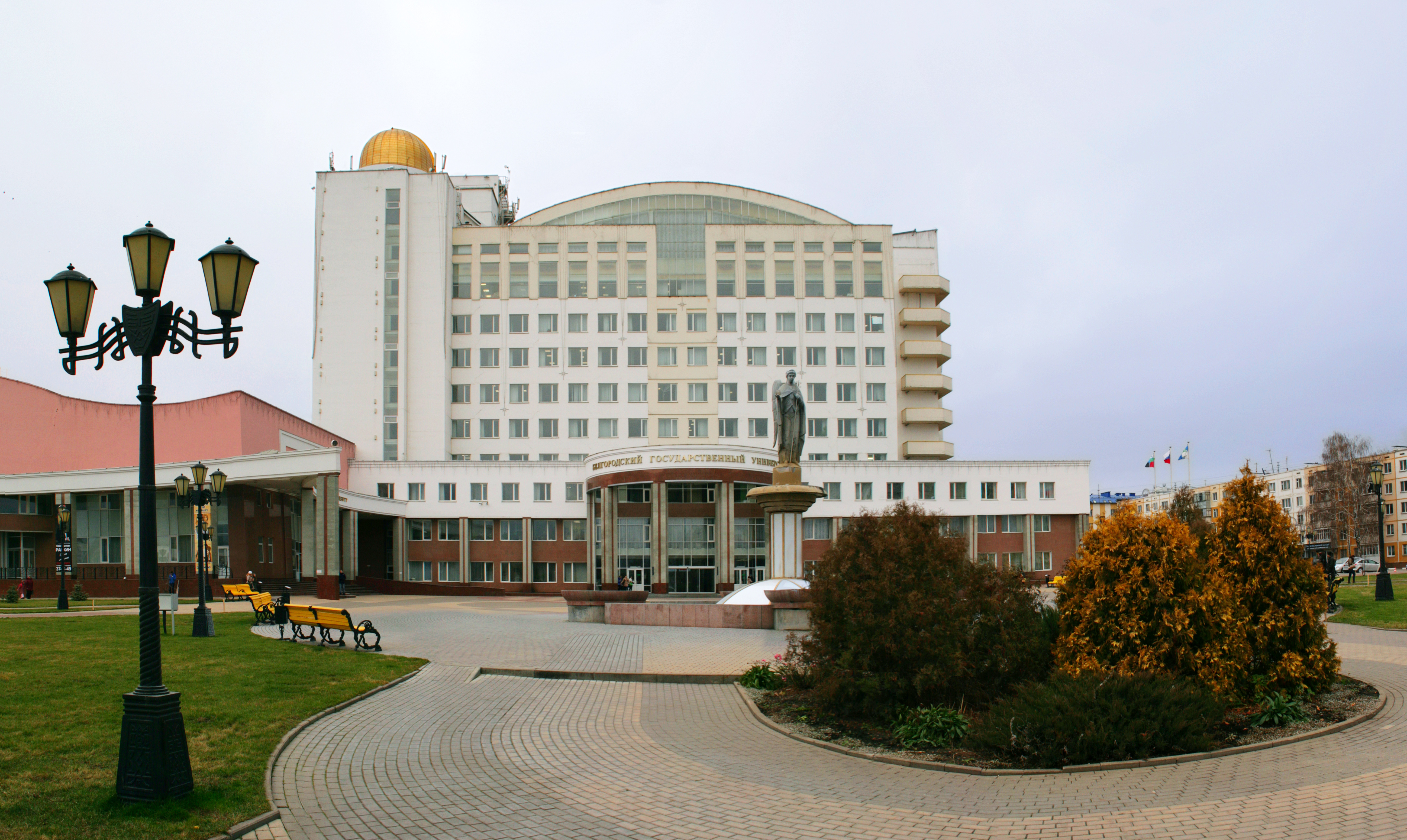
Бєлгородський державний університет

- Бєлгородський державний університет.
- Бєлгородський державний технологічний університет імені В. Г. Шухова.
- Бєлгородський університет кооперації, економіки і права.
- Білгородська державна сільськогосподарська академія.
- Бєлгородський державний інститут культури і мистецтв.
- Бєлгородський юридичний інститут МВС Росії.
- Сучасна гуманітарна академія.

### Середні спеціальні навчальні заклади

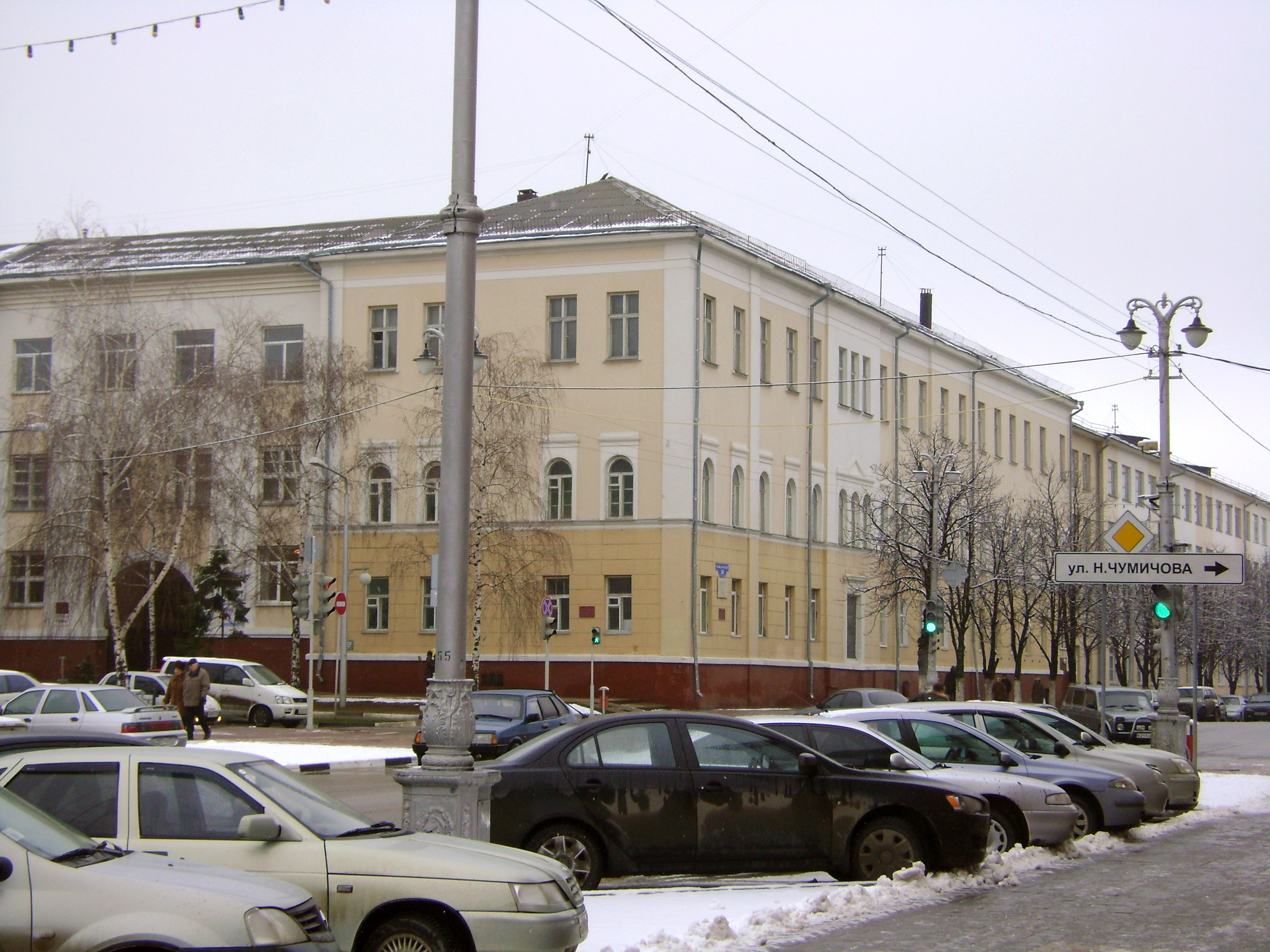
Бєлгородський будівельний коледж

- Бєлгородський індустріальний коледж.
- Два медичні коледжі.
- Бєлгородський педагогічний коледж.
- Бєлгородський механіко-технологічний коледж.
- Бєлгородський будівельний коледж
- Професійне училище № 4.
- Професійне училище № 5.
- Професійне училище № 6.
- Бєлгородський політехнічний коледж (колишній Бєлгородський політехнічний технікум) (колишній ліцей № 17)
- Бєлгородський технікум громадського харчування.
- Професійне училище № 20.
- Бєлгородський музичний коледж ім. С. А. Дегтярьова.

### Театри

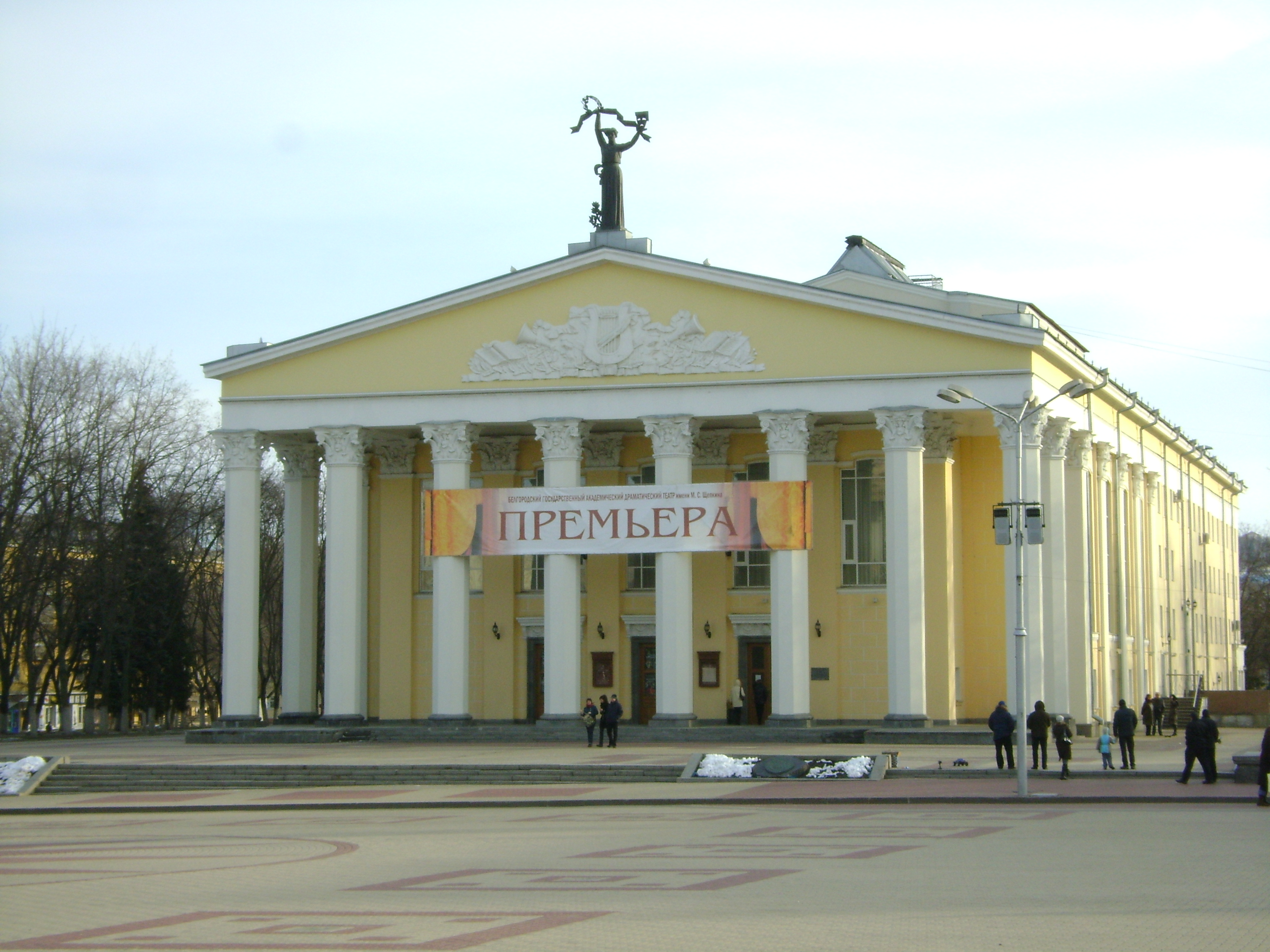
Бєлгородський державний академічний драматичний театр імені М. С. Щепкіна

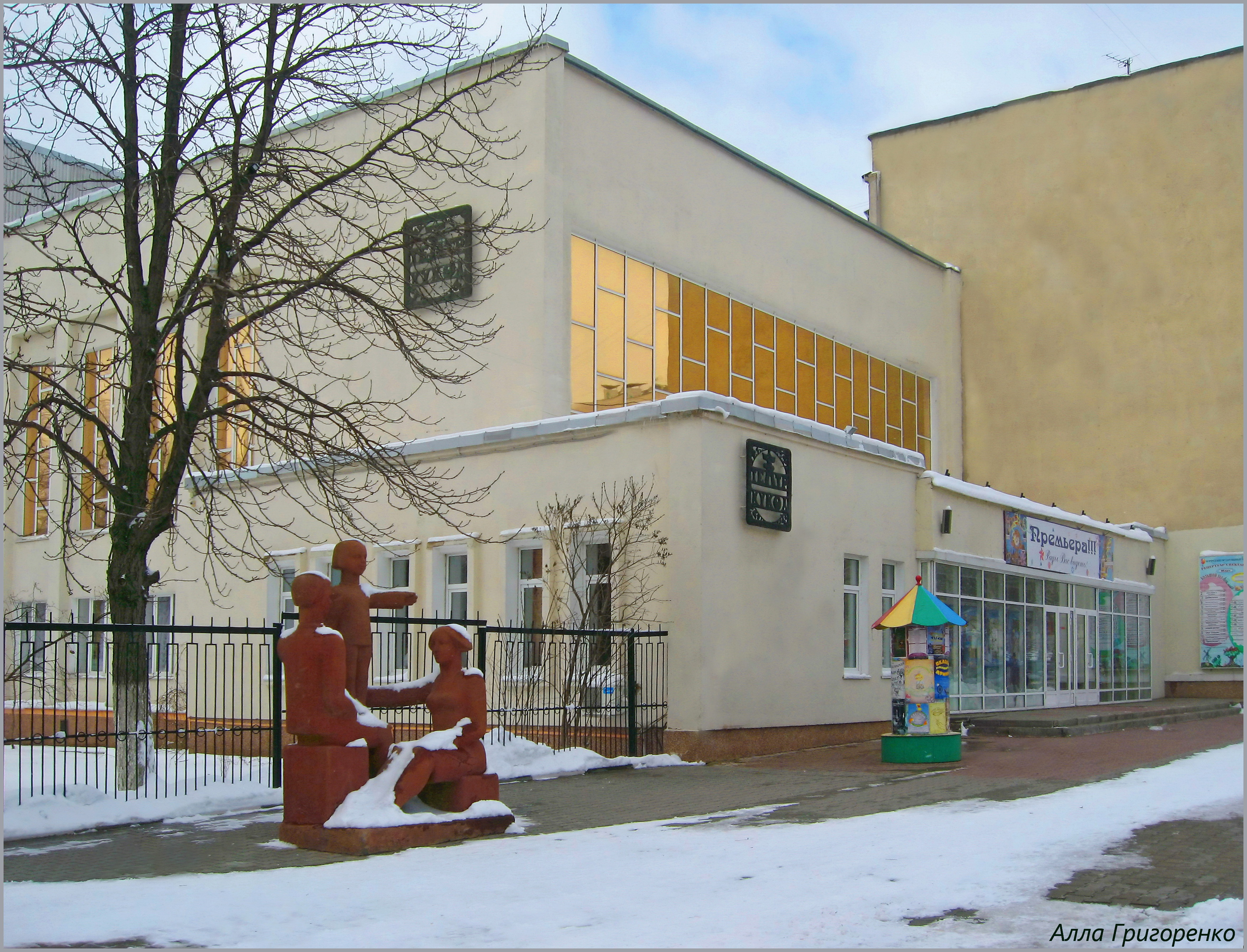
Бєлгородський державний театр ляльок

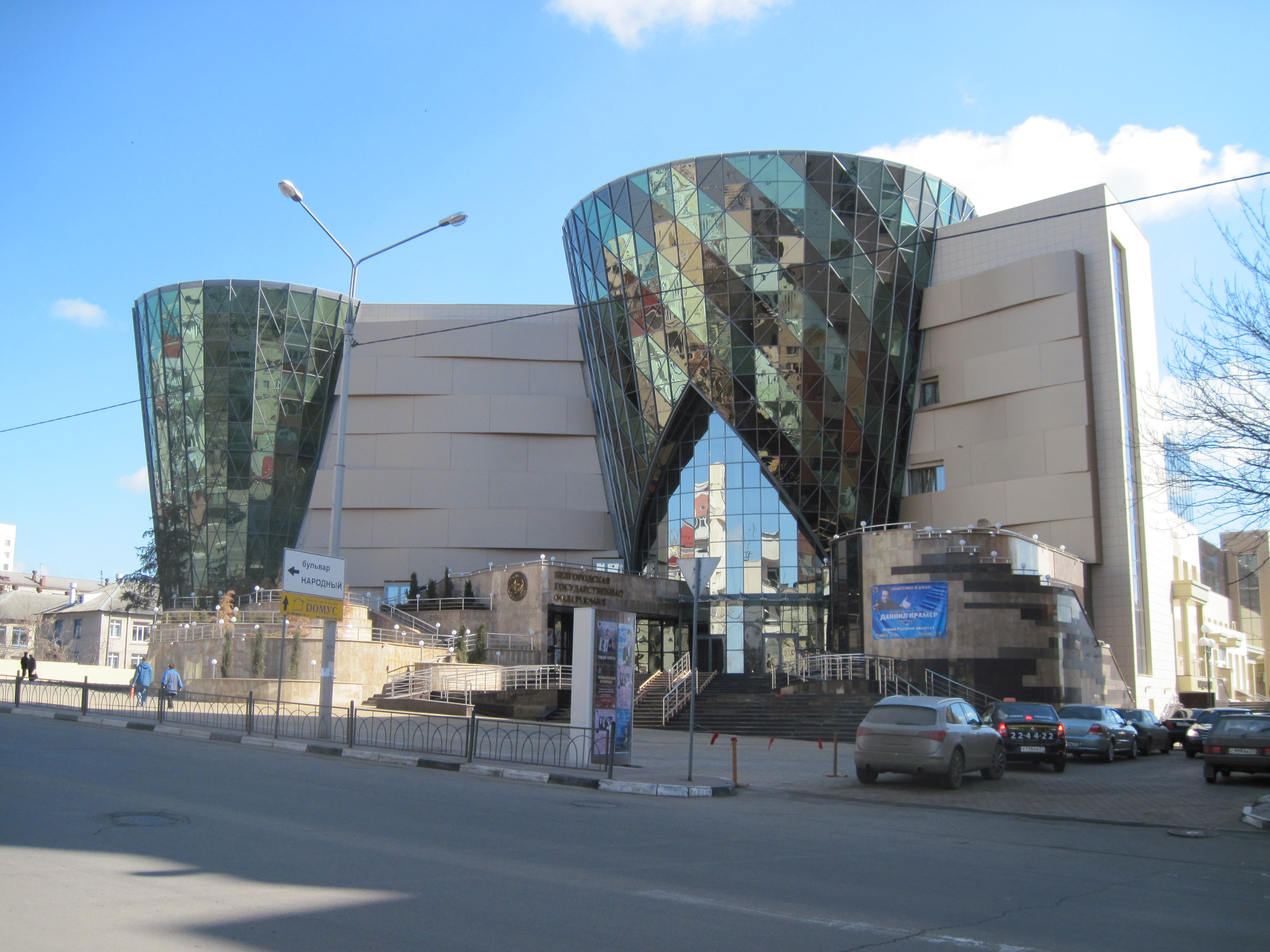
Бєлгородська державна філармонія

- Бєлгородський державний академічний драматичний театр імені М.С. Щепкіна.
- Бєлгородський державний театр ляльок.
- Бєлгородський театр пісні.
- Дитячий музичний театр ДШМ № 1 м. Бєлгорода.

### Музеї
- Бєлгородський державний історико-краєзнавчий музей, відкритий у 1924 році.
- Музей-діорама «Курська битва. Бєлгородський напрямок», відкритий у 1987 році.
- Бєлгородський державний художній музей, відкритий у 1983 році. Знаходиться в будівлі колишнього кінотеатру «Оріон», зараз розміщений у новому будинку, побудованому в стилі модерн.
- Музей органів внутрішніх справ Бєлгородської області. Культурний центр УМВС Росії у Бєлгородській області, відкритий у 1997 році.
- Білгородський державний музей народної культури, відкритий у 1999 році.
- Бєлгородський літературний музей.
- Бєлгородський музей зв'язку, відкритий у 2003 році.

### Парки міста
- ЦПКіВ імені В. І. Леніна.
- Міський парк Перемоги.
- Міський парк пам'яті полеглих у ВВВ.
- Парк ім. Ю. А. Гагаріна.
- Архієрейська гай.
- Південний парк на Харківській горі.

### Інші культурні об'єкти
- Бєлгородська державна філармонія (колишній БК залізничників). Відкрита після реконструкції у грудні 2010 року, має органний зал.
- Бєлгородський державний центр музичного мистецтва (БК «Ювілейний»).
- Міський палац культури (БК «Енергомаш»).
- Бєлгородський міський палац дитячої творчості.
- Бєлгородський обласний палац дитячої творчості.
- Центр молодіжних ініціатив (БК «Будівельник»).
- Міський центр народної творчості (БК «Сокіл»).
- Білгородський міський зоопарк. Розміщений практично у центрі міста, на березі річки Везелки, поблизу жвавого проспекту Богдана Хмельницького. У зв'язку з цим ухвалене рішення про перенесення зоопарку в урочище Соснівка на околиці міста, де надалі також планується побудувати аквапарк і новий сучасний стадіон).
- Молодіжний культурний центр БелДУ.
- Виставковий центр БДТУ імені Шухова.

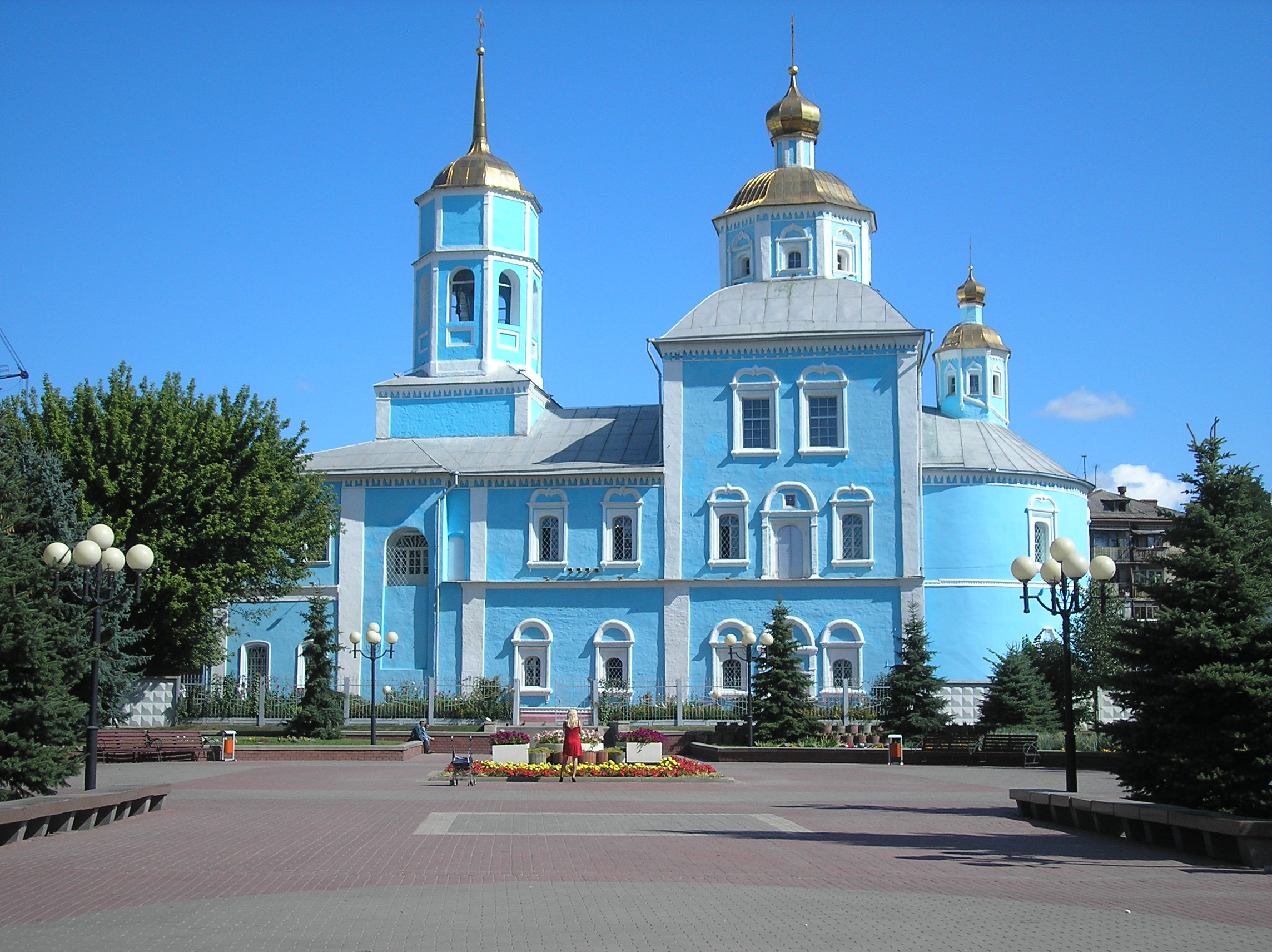
Смоленський собор

- Муніципальна установа культури «Центр дозвілля» (розміщений на території мікрорайону Крейда).

### Храми міста

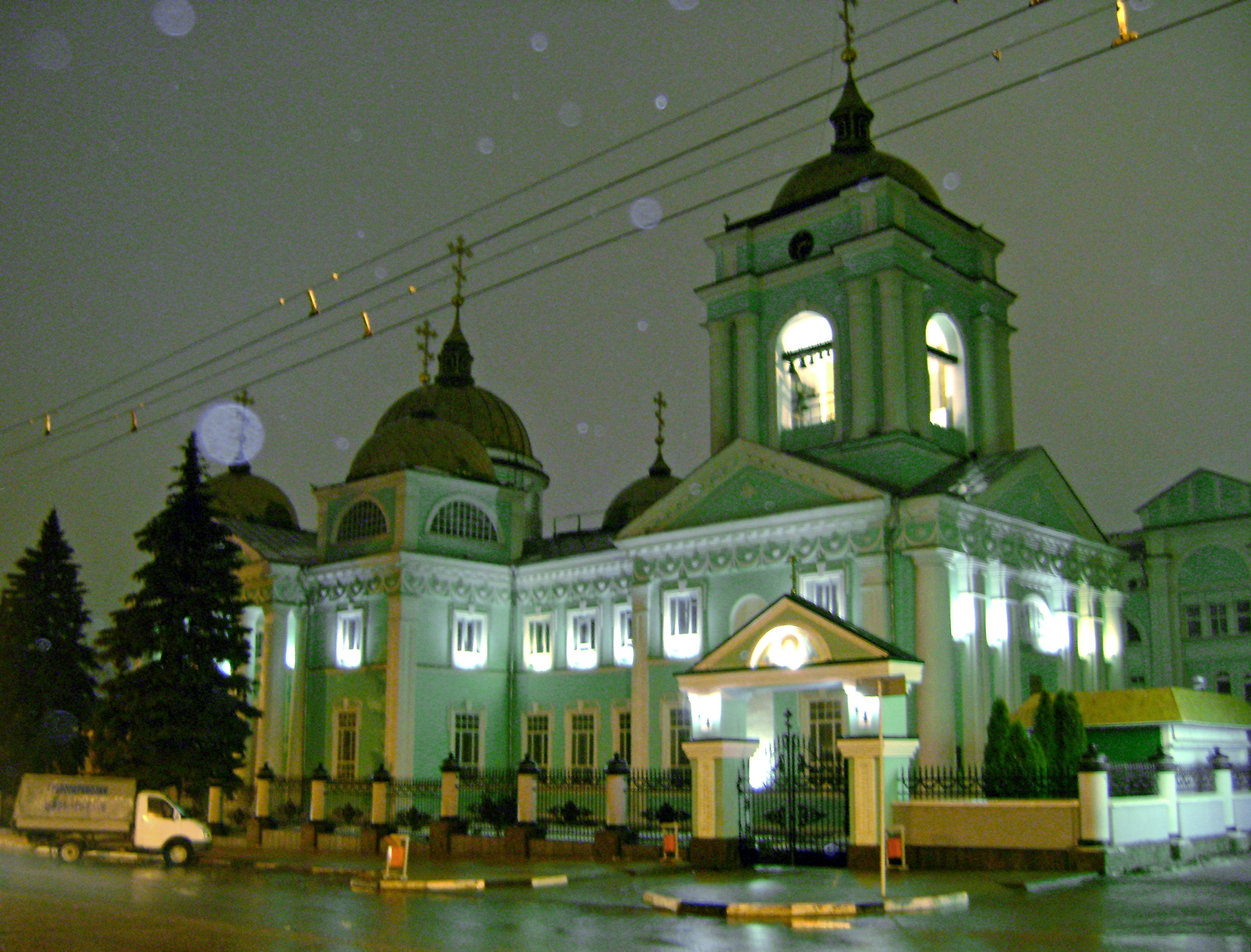
Преображенський кафедральний собор

- Преображенський кафедральний собор (1813).
- Смоленський собор. Побудований у 1727—1754 рр. за зразками української слобожанської архітектури[22].
- Хрестовоздвиженський храм (1863).
- Йосафівський собор (1799).
- Свято-Михайлівський храм (1844).
- Покровський храм (1791).
- Успенсько-Миколаївський собор (1709).
- Храм Корсунської ікони Божої Матері (1997).
- Храм Архангела Гавриїла (2001).
- Храм Великомученика Георгія (Юрія) Побідоносця (2001).
- Свято-Троїцький храм (2000).
- Храм Корсунської ікони Божої Матері (1995).
- Храм блаженної Матрони Московської (2004).
- Храм в ім'я Праведного Йоана Кронштадтського (2009).
- Храм святих мучениць Віри, Надії, Любові та матері їх Софії (2010)

## Транспорт

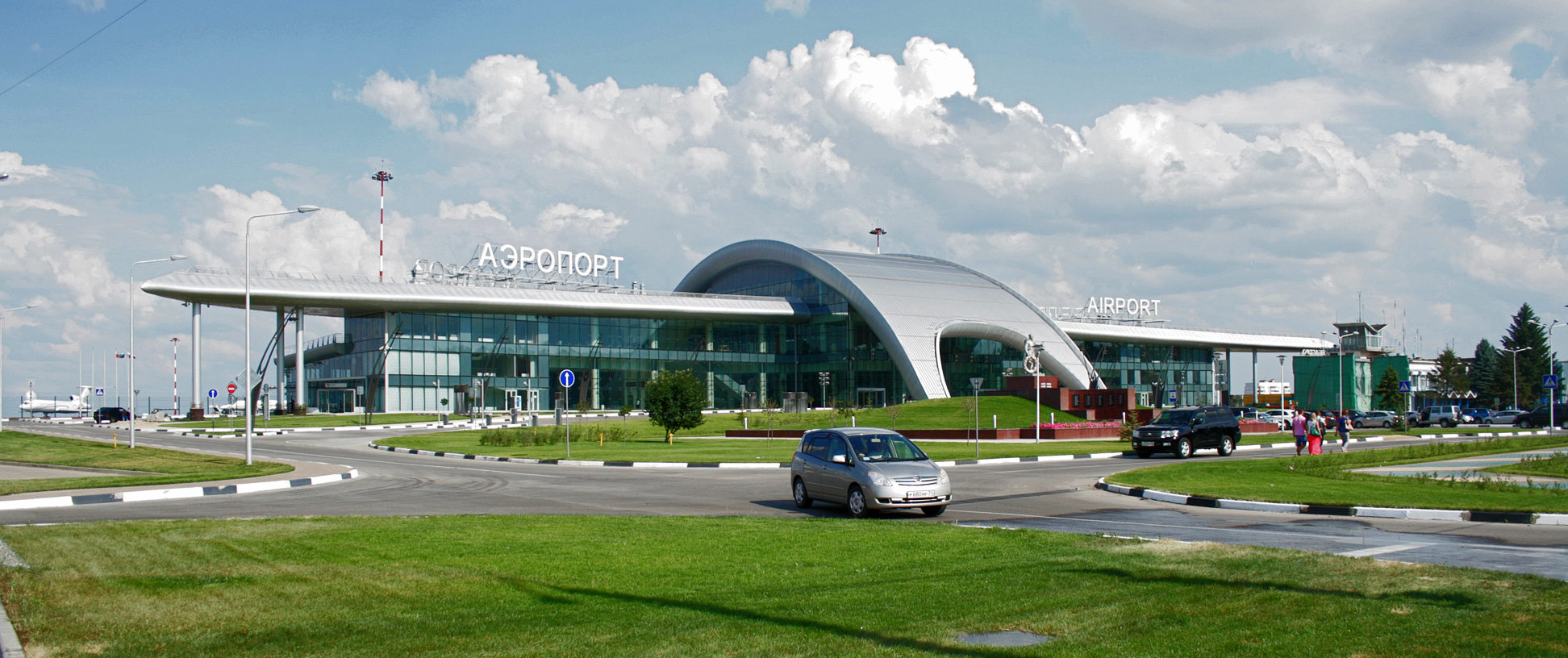
Аеропорт Бєлгород

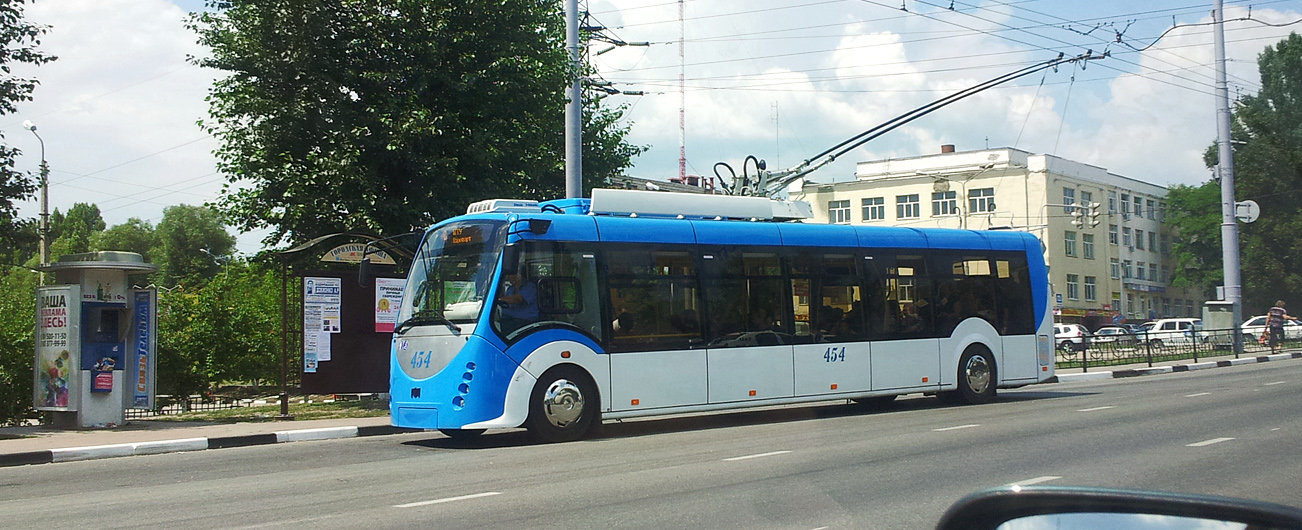
БКМ 420 «Вітовт» в Бєлгороді

Повітряне сполучення з містом здійснювалося через міжнародний аеропорт «Бєлгород» (через російське вторгнення в Україну авіасполучення припинено на невизначений термін).
У місті пасажирів обслуговують:  два залізничні вокзали (Бєлгород та Бєлгород-Сумський), автовокзал «Бєлгород», внутрішньоміські та приміські автобусні маршрути. З 3 грудня 1967 по 30 червня 2022 року в місті діяла тролейбусна мережа. Довжина контактної мережі тролейбусних ліній становила 86 км. Тролейбусний парк міста складався з тролейбусів російського виробництва Тролза-5275.07 «Оптіма», ЗіУ-682Г (012), білоруських БКМ 420030 «Вітовт». Раніше експлуатувалися два тролейбуса моделі ЗіУ-683 (з 1990 року), три Тролза-6205, а також єдиний у місті тролейбус Škoda 14Tr-ВМЗ (з 1996 року). У 2002 році адміністрацією міста було придбано 15 нових тролейбусів ЗіУ-682Г, 2005 року — ще 20 нових тролейбусів ЗіУ-682Г, а у 2013 році — 20 тролейбусів БКМ-420 «Вітовт».
У майбутньому передбачалося будівництво швидкісного трамваю і фунікулеру, а також підвісної канатної дороги від міського пляжу до спальних районів Харківської гори.

## Персоналії
- Сліченко Микола Олексійович (1934—2021) — російський радянський актор театру і кіно, театральний режисер, співак, педагог.

## Міста-побратими
- Ниш, Сербія
- Заозерськ, Росія
- Орел, Росія